# Eleonora Fugger von Babenhausen

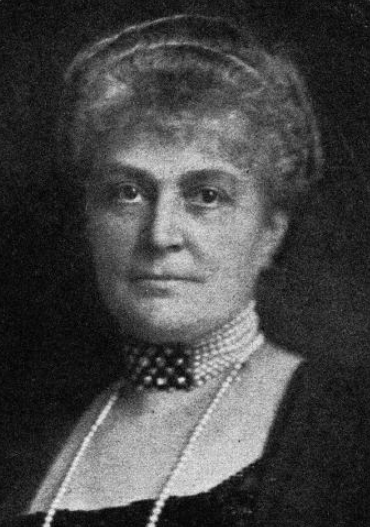
Fürstin Eleonora Fugger von Babenhausen

Eleonora Aloysia Maria Fürstin Fugger von Babenhausen, geb. Prinzessin zu Hohenlohe-Bartenstein und Jagstberg (* 4. Oktober 1864 in Bartenstein; † 1. März 1945 in Wien), auch bekannt als Fürstin Nora Fugger, war eine aus dem württembergischen Haus Hohenlohe stammende Angehörige des Hochadels. Aufgewachsen ist sie aufgrund der Herkunft ihrer Mutter in Böhmen, Österreich und Galizien.
Bekannt wurde sie als Salonnière in der österreichischen Kaiserzeit durch ihre Autobiografie und ihre Beobachtungsgabe der damaligen Gesellschaft. Nach dem Tode der Kaiserin Elisabeth übernahm Nora Fugger, gemeinsam mit Fürstin Pauline von Metternich, die Rolle der Grande Dame der Wiener Gesellschaft. Jahrzehnte später schrieb sie ihre Erinnerungen an die Kaiserzeit in ihren 1932 veröffentlichten Memoiren nieder, die zu einer vielzitierten Quelle für zahlreiche Details des gesellschaftlichen Lebens der adligen Oberschicht in der späten Kaiserzeit wurden.

## Abstammung

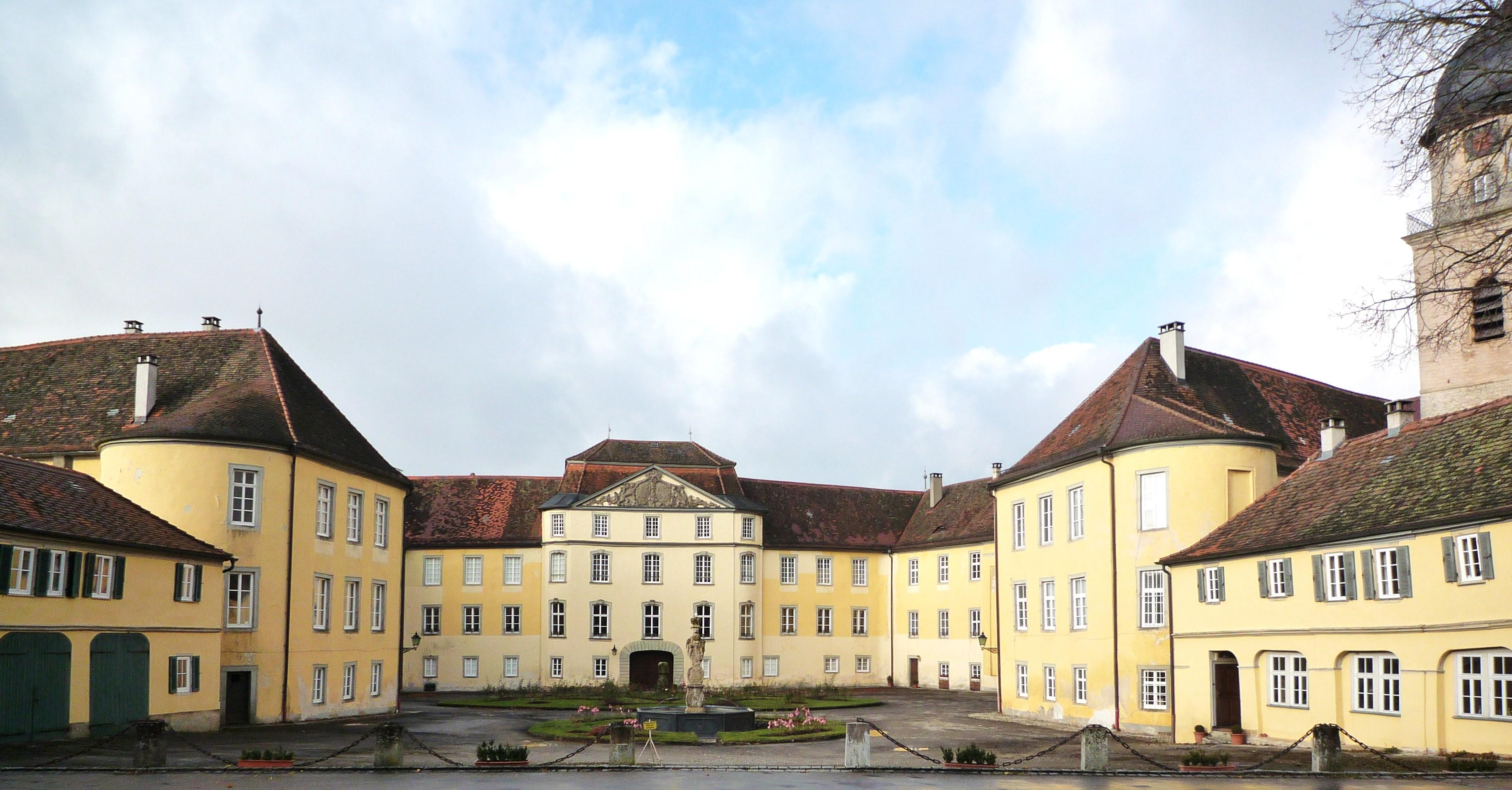
Schloss Bartenstein, eine barocke Dreiflügelanlage von 1760, Noras Geburtshaus

Prinzessin Eleonora Hohenlohe (bzw. seit 1887 Erbgräfin und seit 1906 Fürstin Fugger-Babenhausen), kurz Nora wie sie zeitlebens genannt wurde, war die Tochter von Fürst Karl zu Hohenlohe-Bartenstein (* 2. Juli 1837 in Haltenbergstetten; † 23. Mai 1877 ebenda, beigesetzt in Bartenstein) und Fürstin Rosa Karoline, geb. Gräfin von Sternberg (* 16. März 1836 in Gyöngyös; † 15. Mai 1918 in Wien).
Prinzessin Nora hatte noch eine ältere Schwester Marie (* 6. Juli 1861 in Bartenstein; † 26. Mai 1933 in Baden bei Wien), seit 1885 verheiratet mit Albert Graf Lónyay de Nagy-Lónya et Vasáros-Namény, und einen älteren Bruder Johannes (* 20. August 1863 in Bartenstein; † 19. August 1921 ebenda), seit 1877 als Nachfolger seines Vaters Fürst zu Hohenlohe-Bartenstein und seit 1901 vermählt mit Anna Maria Theresia, Erzherzogin von Österreich-Toskana.

## Leben
Noras Vater lebte als Standesherr auf Schloss Haltenbergstetten und Schloss Bartenstein in der fränkischen Landschaft Hohenlohe. Da er jedoch kurz nach ihrer Geburt in eine – als unheilbar diagnostizierte – „Schwermut“ verfiel, zog ihre Mutter Rosa (bzw. Růžena) mit den drei Kindern zu ihren Eltern nach Böhmen, so dass Prinzessin Nora in ihrer frühen Kindheit hauptsächlich ihren Großvater mütterlicherseits als Oberhaupt der Familie erlebte. Noras Großeltern waren Jaroslav Graf von Sternberg (* 12. Februar 1809; † 18. Juli 1874) und Eleonore Sternberg geb. Freiin von Orczy (* 16. Mai 1811; † 1865). Ihr Großvater bewohnte das Schloss Častolovice als Hauptsitz und im Sommer das Schloss Zasmuk. Er stellte seiner Tochter mit ihren Kindern das Schloss Nedielischt zur Verfügung und vererbte es ihr später. Den Winter verbrachte die Familie im Sternberg'schen Haus am Radetzkyplatz in Prag, das Frühjahr in Wien. Bis zum Tod ihres Großvaters 1874 wuchs Nora an diesen wechselnden Wohnorten auf und genoss dort Privatunterricht. Sie wurde geprägt durch die Gesellschaft des böhmischen Hochadels. Besonderen Eindruck verschafften ihr die alljährlichen Jagdgesellschaften in Pardubitz, bei der sie bereits in früher Kindheit u. a. die Fürstenfamilien Auersperg, Colloredo-Mansfeld, Kinsky und Schwarzenberg näher kennenlernte. Nach dem Tod des Großvaters fiel der Sternberg'sche Fideikommiß an einen Neffen und Rosa Hohenlohe bezog mit ihren Kindern das Gut in Weiß Politschan, welches ihr Vater für sie erworben hatte. Die Wintermonate verbrachte die Familie fortan in Wien, wo auch Rosas enge Freundin Pauline von Metternich lebte. 1881 heiratete die inzwischen verwitwete Fürstin Rosa den österreichischen Offizier Leopold Prinz Croÿ.

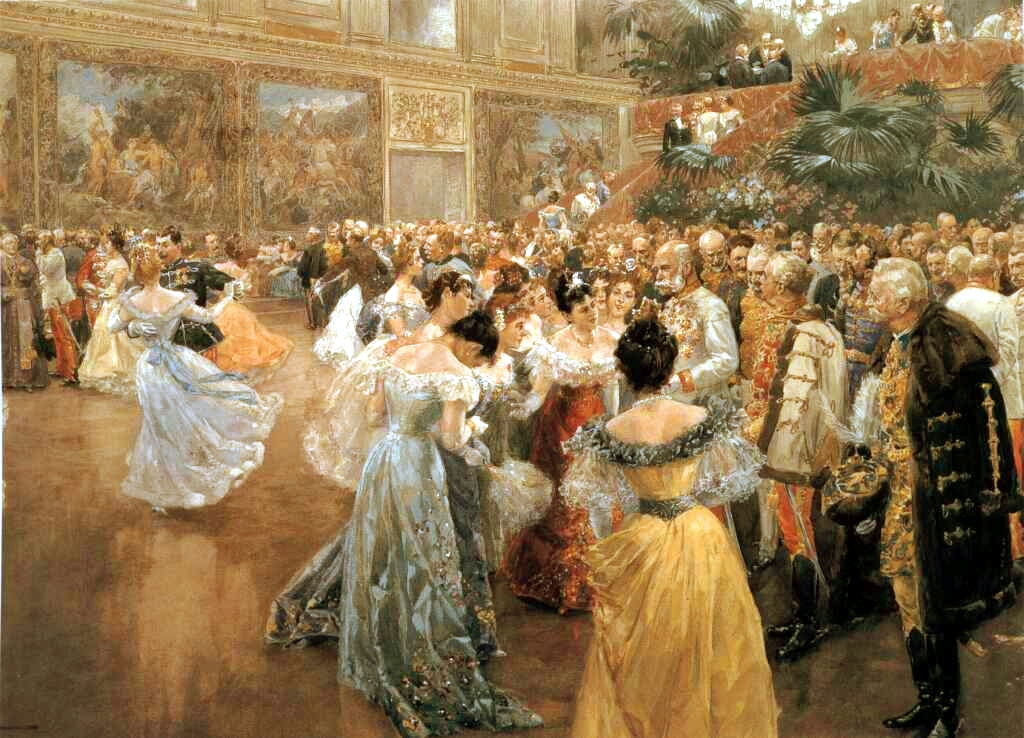
Ball in der Wiener Hofburg um 1900, bei dem wie üblich zum Wiener Walzer getanzt wurde, im Vordergrund der Kaiser (Gemälde von Wilhelm Gause)

Am 4. Oktober 1881, ihrem 17. Geburtstag, wurde Nora für volljährig erklärt und nahm 1882 in der Faschingszeit an ihren ersten großen Bällen in Wien teil. Bereits bei ihrem ersten Hofball am 22. Februar 1882 wurde sie der Kaiserin Elisabeth vorgestellt. Die kommenden fünf Jahre bis zu ihrer Heirat am 8. Jänner 1887 waren prägend für sie. 1884 zog die Familie nach Lemberg, wo ihr Stiefvater Divisionskommandeur wurde. Auch dort herrschte reges gesellschaftliches Leben, wobei die vornehmen Familien, ihrer vielfältigen Herkunft wegen, untereinander französisch sprachen. Noras Verlobung mit einem polnischen Adligen wurde wieder gelöst, da dessen Eltern sich eine polnische Schwiegertochter wünschten.
In der Wiener Hofgesellschaft war die temperamentvolle Prinzessin beliebt. Sie hatte ein Faible für Tanz und Feste. In ihrer Autobiographie Im Glanz der Kaiserzeit beschrieb sie das prunkvolle Leben in der Umgebung des Kaiserhofs, das bestimmt war durch Müßiggang, repräsentative Festlichkeiten und rauschende Ballnächte. Ihre Mutter führte einen Salon, in dem befreundete Hochadelsfamilien und einflussreiche Politiker wie Agenor Gołuchowski verkehrten. Über das Verhältnis ihrer Mutter zu der führenden Wiener Salonnière Pauline von Metternich schrieb sie: „Meine Mutter bewunderte sie und ließ sich ganz von ihr tyrannisieren. Wann immer die Fürstin ihrer bedurfte, war sie bereit, ihr zu helfen. Im Alter erst haben sich die einst so guten Freundinnen zerzankt und sich leider nie wieder ausgesöhnt.“ Von Fürstin Pauline lernte Nora, mit Witz und Schlagfertigkeit eine amüsante Konversation zu führen. Im Laufe ihres Lebens besuchte Nora Hohenlohe (bzw. seit 1887 Nora Fugger) über 25 Hofbälle sowie die noch exklusiveren „Bälle bei Hof“ und unzählige weitere Bälle in den Wiener Adelspalais der Hofgesellschaft. In der dem Fasching folgenden Fastenzeit wurden Soiréen ohne Tanz, im Sommer dann Picknicks, im Herbst und Winter Gesellschaftsjagden mit festlichen Soupers veranstaltet. Sie kam dabei in näheren Kontakt zu fast allen Mitgliedern des Kaiserhauses und der Familien des Hochadels in Wien, hochrangigen Persönlichkeiten und Diplomaten.
Zum Kreis ihrer persönlichen Kontakte zählte insbesondere auch der Kaiser Franz Joseph selbst, welcher Firmpate ihres ältesten Sohnes wurde. Sie hatte Einblick ins Privatleben des Kaiserpaars und kannte auch die Hintergründe um den Tod des Thronfolgers Rudolf, der 1889 in Schloss Mayerling, gemeinsam mit der 17-jährigen Baroness Mary Vetsera, erschossen aufgefunden wurde. Durch ihre engen persönlichen Kontakte zu den meisten mittelbar Beteiligten konnte Nora Fugger in einem recht umfangreichen Kapitel ihrer Memoiren die Beziehung, ihre Anbahnung, die Kenntnisse der jeweiligen Beteiligten sowie die Geschehnisse in Mayerling und anschließend in Wien ausführlich rekonstruieren. Die Vetseras kannte sie bereits seit ihrer Kindheit. 1885 hatte Mary Vetsera durch eine Romanze mit Cary Fugger beinahe dessen geplante Verlobung mit Nora durchkreuzt.
Seit ihrer Heirat 1887 wohnte Nora Fugger bis 1894 am Ort der Garnison ihres Mannes im ungarischen Ödenburg, etwa 70 km südlich von Wien; das „sorglos und froh verbrachte Garnisonsleben“ bezeichnete sie später als „die glücklichsten Jahre meines Lebens“. Sie gab Diners für die Offiziere, besuchte Manöver, ritt Schlepp- und Parforcejagden mit. Als 1889 der spätere Thronfolger Erzherzog Franz Ferdinand zum Obersten des 9. Husarenregiments in Ödenburg ernannt wurde, kam es zu einer Freundschaft mit Nora Fugger und ihrem Ehemann, die allerdings dadurch etwas wechselhaft war, dass der misstrauische Erzherzog sich leicht „verhetzen“ ließ; Missverständnisse wuchsen sich oft zu Affären aus, doch entschuldigte sich der Erzherzog auch, wenn er feststellte, dass er falschen Gerüchten aufgesessen war. 1894 folgte ihm sein Bruder Erzherzog Otto als Kommandeur in Ödenburg, dessen Verkehr mit den Offizieren Nora Fugger als „freier und kameradschaftlicher“ bezeichnet; mit dem beliebten Erzherzog und seiner Frau verband sie ebenfalls eine enge Freundschaft. Mit dem Kaiserbruder Erzherzog Ludwig Viktor hingegen, der über Franz Ferdinands Ehefrau zu spotten pflegte, verkehrte Nora Fugger zwar, schätzte ihn aber wenig; gemeinsam mit ihrem Cousin Adalbert Sternberg wirkte sie 1904 an Franz Ferdinands Intrige mit, durch die Ludwig Viktor aus Wien verbannt wurde.
Während der Ödenburger Zeit mietete das Ehepaar sich das Schloss Hunyadi (Maria Enzersdorf), um von dort aus am Wiener Gesellschaftsleben teilzunehmen und selbst repräsentative Einladungen zu geben. Von 1895 bis 1898 lebte Nora Fugger mit ihrer Familie im Villenviertel in Hietzing, wo sie sich mit ihrer Nachbarin, der Schauspielerin Katharina Schratt befreundete. Da der Kaiser vom nahen Schloss Schönbrunn aus Frau Schratt regelmäßig besuchte, ergab sich dadurch ein privater Kontakt zu ihm, der über frühere Begegnungen bei offiziellen Anlässen hinausging; man besuchte sich gegenseitig zum Mittagessen oder Tee.

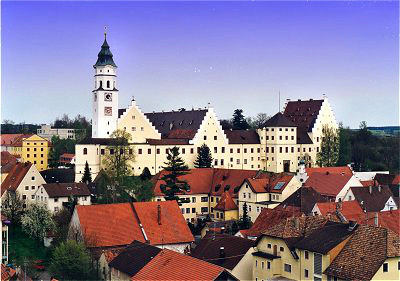
Fuggerschloss Babenhausen

1898 zog sie in eine Villa in der Nähe des Wiener Praters und mietete sich als Landsitz das Schloss Obersiebenbrunn. Sie unternahm viele Reisen, fast jährlich nach Paris und London, 1905 nach Ägypten, wo sie Prinz Adalbert von Preußen kennenlernte, der sie zur Hochzeit seines Bruders, des deutschen Kronprinzen Wilhelm, nach Berlin einlud. Nach dem Tod ihres Schwiegervaters Karl Ludwig Fugger von Babenhausen 1906 übersiedelte sie von Wien ins Fuggerschloss Babenhausen, weil gemäß der testamentarischen Bestimmung andernfalls das Vermögen der Sekundogenitur nicht an den zweitgeborenen Sohn Leopold hätte vererbt werden können. Sie ließ das Schloss mit modernem Komfort ausstatten und arrangierte die Einrichtung neu; auf dem Gut Bannacker versuchte sie sich in der Zucht von Polopferden. Belastungen ergaben sich durch die Spielschulden ihres Mannes und dessen schließliche Entmündigung. Der Prinzregent Luitpold von Bayern lud sie öfters zur Hoftafel in München ein, den Kaiser Wilhelm II. lernte sie 1909 auf einer Jagdgesellschaft im Schloss Donaueschingen näher kennen. Im Ersten Weltkrieg diente ihr Mann als Regimentskommandeur und ihre Söhne als Offiziere. 
Als Witwe kam sie 1925 zurück nach Wien, wo sie die letzten 20 Jahre ihres Lebens verbrachte und kurz vor Beginn der Schlacht um Wien 1945 verstarb.

## Standpunkte
Neben der Schilderung des höfischen Zeremoniells, der Hofgesellschaft, ihrer Veranstaltungen und zahlreicher Einzelpersönlichkeiten enthält Nora Fuggers Erinnerungsbuch auch Beobachtungen und Urteile genereller Art über den Adel der Kaiserzeit. Die Prager Gesellschaft des Böhmischen Adels schildert sie als „abgeschlossener als jene in Wien“, welche einen kosmopolitischen Charakter hatte und wo neben österreichischem und böhmischem Adel auch solcher aus Ungarn, Italien und den vormaligen Österreichischen Niederlanden sowie die zahlreichen Diplomaten zur Hofgesellschaft gehörten. „In Prag war das nicht der Fall. Die dortige Gesellschaft war eine in sich geschlossene große Familie... Es war sicher nicht Hochmut, sondern eine gewisse Trägheit, eine unbezwingbare Abneigung davor, geniert zu sein und sich anders als gewohnt geben zu müssen, der Grund, warum sich der böhmische Adel gegen alles Fremde abschloß.“
Über den Österreichischen Adel im weiteren Sinne urteilt sie:

## Familie
Am 8. Jänner 1887 heiratete sie in Wien ihren Cousin zweiten Grades, Erbgraf (ab 1906 Fürst) Karl Georg Fugger von Babenhausen (* 15. März 1861 in Klagenfurt; † 5. Juli 1925 ebenda), der als Offizier beim 9. Husarenregiment im ungarischen Ödenburg diente und später auch Kammerherr des österreichischen Kaisers Franz Joseph I. wurde.
Gemeinsam hatten sie sechs Kinder:
- Friederike Maria Carolina Henriette Rosa Sabina Franziska Pauline Gräfin Fugger von Babenhausen (27. Oktober 1887 – 4. Juli 1949), ⚭ 1908 Adrian Carton de Wiart.
- Georg Constantin Heinrich Carl Friedrich Maria Fugger Fürst zu Babenhausen (24. Juli 1889 – 1. August 1934), ⚭ 1914 Gräfin Elisabeth von Plessen
- Sylvia Rosa Eleonore Leopoldine Karolina Maria Gräfin Fugger von Babenhausen (8. Mai 1892 – 13. April 1949), ⚭ Graf zu Münster
- Leopold Heinrich Karl Friedrich Maria Graf Fugger von Babenhausen (18. Juli 1893 – 8. Juli 1966), ⚭ 1924 Vera Gräfin Czernin von Chudenitz (spätere Ehefrau von Kurt Schuschnigg)
- Maria Theresia Karoline Gigina Gräfin Fugger von Babenhausen (1. Juni 1899 – 18. Juni 1994), ⚭ Fürst Heinrich von Hanau, Graf von Schaumburg, Sohn des Friedrich August von Hanau
- Helene Aloysia Eleonore Maria Gräfin Fugger von Babenhausen (21. Juni 1908 – 1915)

## Schriften
- Nora Fugger: Im Glanz der Kaiserzeit, Amalthea, Wien 1989, ISBN 3-85002-132-7 (Erstveröffentlichung 1932).